# Polanowice (województwo kujawsko-pomorskie)
Polanowice – wieś w Polsce, położona w województwie kujawsko-pomorskim, w powiecie inowrocławskim, w gminie Kruszwica.

## Historia
Jak cały region nadgoplański, tak i okolice Polanowic, ze względu na żyzność ziem, bogactwa naturalne i dogodne położenie geograficzne, były predestynowane do intensywnego osadnictwa.

### Prehistoria
Już w połowie okresu atlantyckiego na omawiany obszar przybyły pierwsze neolityczne społeczności rolnicze, reprezentowane przez ludność ceramiki wstęgowej. W późniejszych okresach młodszej epoki kamienia, dolina Śmierni (obecnie kanałek biegnący obok cmentarza w Polanowicach), zamieszkiwana była przez ludność kultury pucharów lejkowatych oraz amfor kulistych. Lata 2700-2600 p.n.e. stanowiły optimum klimatyczne regionu. "Obszar penetrowany był również u schyłku młodszej epoki kamienia m.in. przez ludność ceramiki sznurowej. Z wczesnej epoki brązu pochodziła osada ludności iwieńskiej" (za: Wojciech Dzieduszycki, Gopło. Przyroda i człowiek, Poznań, 1993, s. 86; za: Wojciech Dzieduszycki, Badania ratownicze w Polanowicach, woj. Bydgoszcz, stanowisko 6 (Przyczynek do studiów nad metodyką taksonomii typologiczno-chronologicznej ceramiki kultur wstęgowych na Kujawach), Sprawozdania Archeologiczne, T. 31, 1979).

### Średniowiecze
We wczesnym średniowieczu (VII-VIII wiek) w dolinie Śmierni formowały się struktury plemienne, a później państwowe, mające swoje centrum w pobliskiej Kruszwicy. Pierwsza wzmianka pisana pochodzi z roku 1123, według której omawiany teren wchodzi w skład diecezji kujawskiej. W XII wieku następuje komasacja Polanowic w dużą wieś. W roku 1308 Polanowice występują pod nazwą Polynowo i należą do rodu Pobogów. W latach 1318 – 1319 są we władaniu Świętosława Poboga z Polynowskich. Według autorów Słownika Geograficznego Królestwa Polskiego i innych krajów słowiańskich (T. 8, 1887, s. 571) Polanowie wymienione w roku 1308 pod nazwą Polynowo (Kodeks dyplomatyczny Polski, t. II, s. 185, wyd. L. Rzyszczewski, A. Muczkowski, J. Bartoszewicz, Warszawa 1847-1858), które Władysław Łokietek zastawia biskupowi włocławskiemu, nie jest Polanowicami, jak objaśnia wydawca Kodeksu, lecz Piołonowem spod Osięcin, w powiecie niegdyś radziejowskim na Kujawach. W roku 1420 majątek podzielny zostaje między 4 braci: Dzierżysława, Piotra, Mikołaja i Klemensa. Około 1420 r. król Jagiełło uprasza papieża Marcina V, aby zaniechał wyroku w sprawie Juranda, scholastyka kruszwickiego z Dzierżysławem, Piotrem, Mikołajem i Klemensem, panami na Polanowicach i zdał rozstrzygnięcie sporu tego prałatom królestwa polskiego (Cod. epist. Vitoldi - Codex epistolaris Vitoldi Magni Ducis Lithuaniae 1376-1430, Ed. A. Prochaska, Kr. 1882, Mon. M. Aevi, VI, s. 1066).

### Wiek XVI
Do roku 1520 okoliczne dobra należą do Jana Polynowskiego, który traci ich część w roku 1560 na rzecz kasztelana lądzkiego - Jana Sierakowskiego. W XVI w. na parafię Polanowice składały się: Baranowo, Cykowo, Giżewo, Janikowo, Książ, Łagiewniki, Racice, Rucewo, Sławęcin, Sokolniki, Starczewo, Sukowo, Świątniki, Polanowice, probostwo i grodztwo. Z biegiem czasu odpadły Łagiewniki i Świątniki do parafii kruszwickiej, a przybyły Rechta i Kijewice, Starczewo, które dziś już nie istnieje.

### Wiek XVIII
Około roku 1740 Polanowice wraz z przyległymi wsiami są we władaniu Józefa Wysogoty Zakrzewskiego. W roku 1782 należą do Stanisława Potockiego, który rok później (1783) sprzedaje je Józefowi Różnieckiemu (ekonomem jest wówczas Andrzej Krzywicki). Józef Różniecki przed rokiem 1805 przekazuje swe dobra (Polanowice, Zakupie, Słabęcin, Janikowo, Giżewo) synowi Teodorowi Kajetanowi. Ostatnim polskim właścicielem zostaje na krótki czas Michał Białobrzeski.

### Wiek XIX
W 1816 r. dziedziczką dóbr Polanowice jest Józefa Rozniecka. W 1819 r. posiadaczem dóbr Polanowice był Feliks Chmielecki. W roku 1826 wieś liczącą 20 domów i 171 mieszkańców należy do właściciela o nazwisku: Reghem (Regehm?). W roku 1858 całość nabywa przedstawiciel rodu szlachty francusko-niemieckiej, baron Karol Ferdynand von Pelet-Narbonne. To właśnie on docenia walory środowiska naturalnego Polanowic i zakłada park. Za jego czasów powstaje szkoła i oficyna. Jak podaje czasopismo Nadwiślanin (z 10 grudnia 1861) miejscowym dziedzicem był U.P. baron Pelet-Narbonna. Ignacy Strzelecki, nauczyciel z Polanowic, 25 listopada 1861, relacjonuje w krótkim artykule lokalne wybory, w których brał udział baron oraz obywatel ze Słabęcina Józef Przybyszewski. Jak podaje Słownik Geograficzny, Polanowice, (niem. Polanowitz), pod koniec XIX wieku stanowiły wieś liczącą 384 mieszkańców (13 domów). We wsi była cegielnia. Zajmowano się chowem i tuczem bydła, hodowlą owiec (owczarnia), produkcją nabiału i uprawą buraków. W skład wsi wchodził także folwark Norge (chodzi o Zakupie – P.K.) z 30 mieszkańcami. Polanowice wraz z folwarkiem Norge liczyły 414 mieszkańców, z czego 22% wyznania ewangelickiego. W 1873 r. parafia Polanowice w dekanacie kruszwickim miała 1247 dusz i filialną kaplicę w Rechcie. 27 listopada 1897 Polanowice (Polanowitz), Zakupie i Gustawowo nabywa Walter Gierke z Niemieckiego Lasu.

### Wiek XX
Walter Gierke w roku 1910 buduje pałac. 13 sierpnia 1925 całość dóbr obejmuje jego syn Hans. Sam Walter przechodzi na katolicyzm, zakłada ognisko Sokoła i Strzelca, buduje strzelnicę i boisko sportowe. W sierpniu 1939 Hans Gierke oddaje konie i samochody na potrzeby wojska polskiego, za co zostaje zamordowany przez Niemców w październiku 1939 w Inowrocławiu. Przebieg rozstrzelania 22 października 1939, w więzieniu w Inowrocławiu szczegółowo przedstawiony został w książce Dzieje Inowrocławia T. 2, (Od 1919 r. do końca lat siedemdziesiątych), s. 108-111. W latach 1943–1945 nazwa miejscowości brzmiała Waltersmark.
W latach 1975–1998 miejscowość administracyjnie należała do województwa bydgoskiego.

## Demografia
Według Narodowego Spisu Powszechnego (III 2011 r.) wieś liczyła 632 mieszkańców. Jest trzecią co do wielkości miejscowością gminy Kruszwica.

## Stacja hodowli roślin
Po II wojnie światowej, folwark zostaje przekształcony w Stację Hodowli Roślin. 1 lipca 1993, rozpoczęła działalność Hodowla Zwierząt i Nasiennictwo Roślin Polanowice Spółka z o.o. Powstała na bazie majątku byłej Stacji Hodowli Roślin. Spółka gospodaruje na powierzchni ogółem 1259,56 ha, w tym użytki rolne stanowią 1215,67 ha. Średni wskaźnik bonitacji gleb kształtuje się na poziomie 1,6. Warunki glebowe posiada zatem dobre, aczkolwiek rejon ten należy do najuboższych w opady atmosferyczne.

## Zabytki

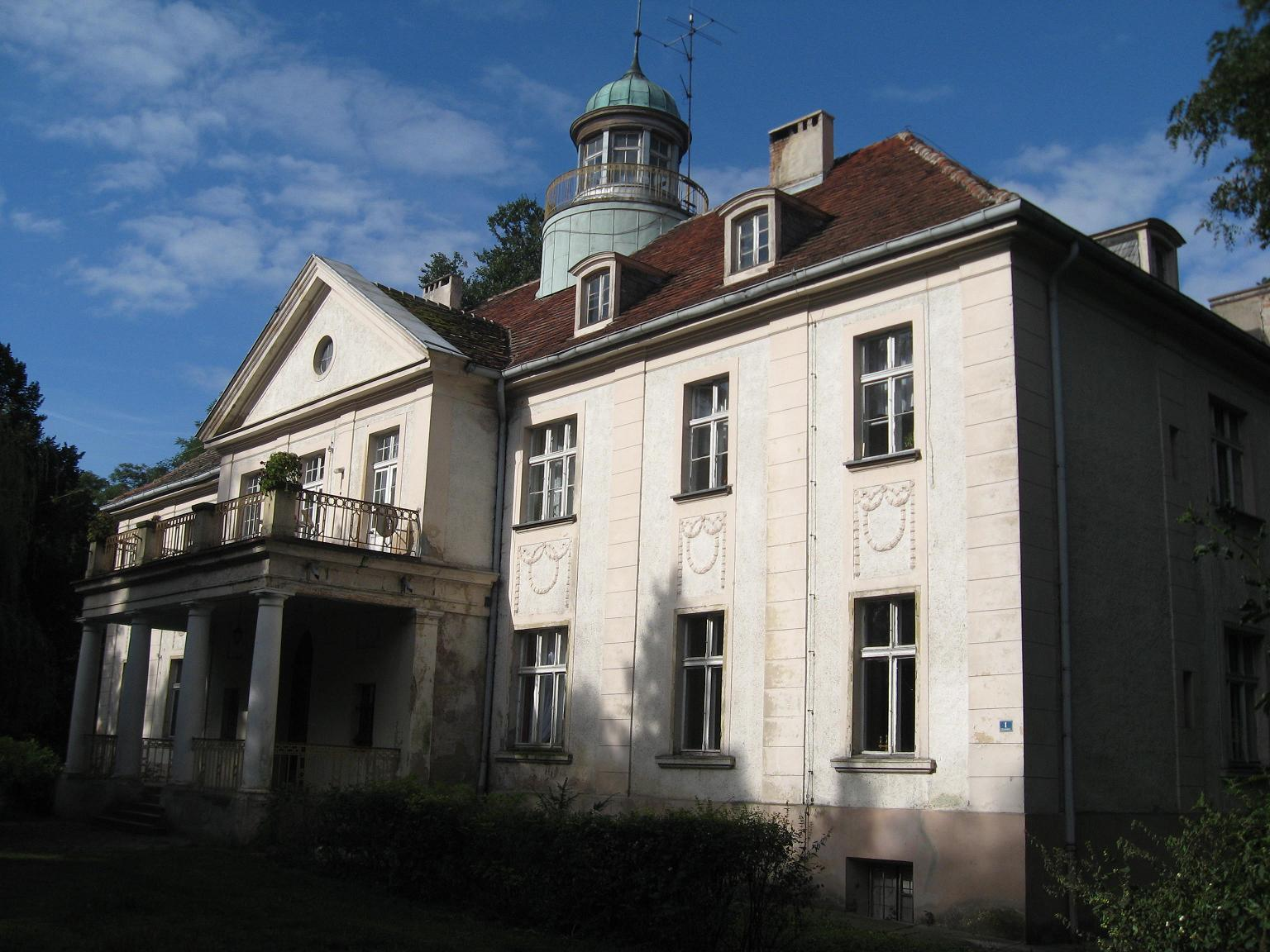
Pałac

Według rejestru zabytków NID na listę zabytków wpisane są:
- kościół parafialny pw. św. Marka Ewangelisty, 1838, wieża 1910, nr rej.: A/1683 z 28.09.2015
- zespół pałacowy z 4 ćw. XIX w., nr rej.: A/476/1-2 z 30.09.1996:
  - pałac, 1870-1880
  - park.

Późnoklasycystyczny kościół pw. św. Marka Ewangelisty w Polanowicach (dawniej św. Klemensa) pochodzi z 1838 r., wyposażenie ma z połowy XIX wieku. Obok klasycystyczna plebania z 1. połowy XIX wieku.
Eklektyczny pałac wybudowany był na przełomie XIX/XX stulecia, otacza go park krajobrazowy o urozmaiconym gatunkowo drzewostanie. Murowana oficyna pochodzi z 1. połowy XIX wieku.

## Sport
W miejscowości działa klub piłkarski – Ludowy Zespół Sportowy „Fregata” Polanowice. Drużyna występuje w Grupie V bydgoskiej B klasy (8. poziom rozgrywkowy w Polsce).

## Dokumenty historyczne
- Dokument 997 z 1318 r. (Kodeks dyplomatyczny Wielkopolski, T. II)

Mówi o Świętosławie z Polanowic (Svantoslao de Polenna)
- Dokument 127 (Kodeks dyplomatyczny Wielkopolski, T. VI)

Inowrocław, 17 kwietnia 1341
Starosta Wielkopolski zaświadcza, że Andrzej ze Słaboszewa zrzekł się swych praw do części Korabnik na rzecz biskupa włocławskiego Macieja.
Dokument mówi o Klemensie z Polanowic (Polenowicz, Polonowicz).
- Dokument 1628 (Kodeks dyplomatyczny Wielkopolski, T. III)

Dokument wydany przez Króla Kazimierza Wielkiego? w 1369
Kazimirus rex Polonie etc. 1369 (sic) Febr. 4 (sic), Pysdri; Stephano de Kraszyce villam Chrosna tunc temporis desertam donat.
Mowa w nim o Polanowicach - Polanovicz
- Dokument 2013, Poznań, 13 czerwca 1440 (Kodeks dyplomatyczny Wielkopolski, T. XI)

Oficjał poznański publikuje wyrok swego poprzednika Macieja Korczboka, rozjemcy w sporze pomiędzy Wojciechem plebanem kościoła Św. Piotra pod Przemętem a braćmi Wyszemirem z Bucza, Sędziwojem z Barchlina i Andrzejem.
Występuje: Andreas Jacobi de Polanomicze clericus Vladislaviensis dioecesis czyli 9Andrzej syn Jakuba z Polanowic wyst. także jako pisarz kapituły pozn. 1450 (mat. KDW), por. także Acta capitulorum I nr 471, 516 (1457, 1459).
Pisownia nazwy Polanowice w dokumentach łacińskich: Polenna, Polenowicz, Polonowicz, Polanovicz, Polanomicze.

## Wspomnienia
- Luise Joubert, „Why are we here”, https://web.archive.org/web/20151007191053/http://www.seagreen.co.uk/loening/ (dzieje rodziny von Gierke w j. angielskim)
- Przedwojenna mapa Polanowic i okolic - http://kpbc.umk.pl/norestr/mapy/3375_strelno/index.html